# Département Tandjilé Est
Das Département Tandjilé Est ist ein Département im Südwesten des Tschad. Es liegt im östlichen und nördlichen Teil der Provinz Tandjilé, die Hauptstadt ist Laï. Beim Zensus im Jahr 2009 wurden 259.241 Einwohner gezählt.

## Verwaltungsuntergliederung
Das Département ist in fünf Unterpräfekturen unterteilt:
- Laï
- Dono-Manga
- Déréssia
- Guidari
- Ndam